# Hektor
Hektor (gr. Ἕκτωρ Hektōr, łac. Hector) – w mitologii greckiej królewicz i najdzielniejszy bohater trojański; bohater Iliady Homera.
Uchodził za syna Priama i Hekabe (Hekuba). Był bratem Parysa, Deifoba i Kasandry oraz mężem Andromachy.
Początkowo był przeciwnikiem wybuchu wojny o Helenę. W czasie wojny trojańskiej zabił Patroklosa (myślał, że to Achilles, którego zbroję miał na sobie Patroklos), za co w odwecie zginął z ręki Achillesa pod murami Troi. Nawoływania rodziny Hektora do jego powrotu do twierdzy opisuje Lament Andromachy autorstwa Homera.
Chcąc pomścić śmierć przyjaciela (Patroklosa) oraz zemścić się na jego zabójcy, Achilles zawlókł ciało Hektora do obozu greckiego, wystawił je niepochowane na żer zwierząt tj. psów i sępów, co było największą karą dla starożytnych, gdyż oznaczało skazanie duszy na wieczną tułaczkę po ziemi. Ponadto przyczepił je do swego rydwanu i codziennie rano przejeżdżał pod murami Troi. Dopiero Priam wybłagał u niego oddanie zwłok w zamian za cały wóz złota. Po uroczystościach pogrzebowych Hektora (kremacja) w Troi zarządzono dwunastodniową żałobę, uszanowaną przez Greków.
Miał ciało atletycznej budowy i wybitnie męskie rysy twarzy.
Hektor starał się nie ulegać emocjom. Cechowały go honor i odwaga (pomimo strachu, stanął do pojedynku z Achillesem), którym to wartościom pozostał wierny do końca. Był również bardzo przywiązany do rodziny – żony Andromachy i syna Astyanaksa. Hektor kochał swojego ojca Priama oraz Troję i oddał za nich życie. Homer opisuje go panegirycznie jako rycerza bez skazy i wad, w życiu prywatnym przedstawiony został jako wspaniały mąż i ojciec. Stanowi więc przykład bohatera wyidealizowanego.